# Podgrzewacz powietrza
Podgrzewacze powietrza – rodzaj wymiennika ciepła, czyli urządzenia służącego do podgrzewania powietrza na bazie odzysku energii z systemu grzewczego.
Podgrzewacze powietrza dzieli się na dwie podstawowe grupy:
- konwekcyjne
- rekuperacyjno-regeneracyjne

W podgrzewaczach konwekcyjnych przejmowanie ciepła następuje drogą konwekcji poprzez ścianę dzielącą przepływające czynniki robocze (spaliny - powietrze). Do podgrzewaczy konwekcyjnych zalicza się: podgrzewacze rurowe, żebrowe, iglicowe, płytowe.
W podgrzewaczach rekuperacyjno-regeneracyjnych wymiana ciepła opiera się na odbieraniu energii ze ścianek uprzednio nagrzanych przez przepływające spaliny. Z najbardziej rozpowszechnionych podgrzewaczy rekuperacyjno-regeneracyjnych znane są Regeneracyjne Obrotowe Podgrzewacze Powietrza - ROPP o osi pionowej lub poziomej.
Podgrzewacze rekuperacyjno-regeneracyjne mają wiele zalet: zwartą budowę, dużą sprawność, długą żywotność. Poważną wadą jest przenoszenie części spalin do podgrzewanego powietrza. W przypadku podgrzewania powietrza dla kotła grzewczego nie ma to większego znaczenia, jednak wykorzystanie takiego podgrzewacza do innych celów grzewczych jest ograniczone. 

## Powody zastosowania
Stosowane są ze względu na oszczędność energii, aspekty ekonomiczne oraz ochronę środowiska. 
Oszczędność energii. Powietrze niezbędne do prawidłowego spalania paliwa w kotle jest najczęściej zasysane z zewnętrznego otoczenia kotła. Zatem jego temperatura jest zmienna i zależna od warunków otoczenia.
Podwyższenie temperatury powietrza o ok. 10 - 20 °C powoduje przyrost sprawności kotła o około 1 punkt procentowy. Podgrzane powietrze wpływa dodatnio na warunki spalania.
Aspekty ekonomiczne. Jeśli urządzenie pracuje niemal bez przerw przez cały rok to podniesienie sprawności o 1 punkt procentowy daje ogromne oszczędności między innymi na kosztach paliwa, a także zmniejsza wydatki związane z karami za emisję między innymi CO2 i SO2, która to jest związana z ilością użytego paliwa.
Ochrona środowiska. Innym ważnym aspektem jest to, że spaliny po wykonaniu pracy w kotle niosą jeszcze w sobie pokaźny balast energii cieplnej, której wykorzystanie do podgrzania wody jest mało opłacalne, a zbędnie podgrzewa atmosferę. Ciepło to można jednak wykorzystać do podgrzania powietrza rozdmuchowego-zasilającego palenisko.